# El Segundo
El Segundo is een plaats (city) in de Amerikaanse staat Californië, en valt bestuurlijk gezien onder Los Angeles County.

## Demografie
Bij de volkstelling in 2000 werd het aantal inwoners vastgesteld op 16.033.
In 2006 is het aantal inwoners door het United States Census Bureau geschat op 16.473, een stijging van 440 (2.7%).

## Geografie
Volgens het United States Census Bureau beslaat de plaats een oppervlakte van
27,9 km², waarvan 14,3 km² land en 13,6 km² water.

## Plaatsen in de nabije omgeving
De onderstaande figuur toont nabijgelegen plaatsen in een straal van 8 km rond El Segundo.